# Torgny Svendsen
Torgny Svendsen (Sandefjord, 28 maggio 1951) è un ex calciatore norvegese, di ruolo difensore.

## Carriera
Svendsen ha vestito la maglia dello Start dal 1973 al 1980. Con questa maglia ha esordito nelle competizioni europee per club: il 18 settembre 1974 è stato schierato titolare nella sconfitta per 1-2 subita contro il Djurgården, in una sfida valida per l'edizione stagionale della Coppa UEFA. Ha contribuito alle vittorie di due campionati da parte dello Start, nel 1978 e nel 1980.

## Palmarès

### Club
- Campionato norvegese: 2

Start: 1978, 1980